# Antonio Farina
Pour les articles homonymes, voir Farina.
Antonio Farina (fl.  1675) est un compositeur italien, actif à Venise. Il est connu pour ses sérénades.

## Enregistrement
- 3 sérénades dans Serenate Napoletane - Andréanne Paquin, Ensemble Odysée, dir. Andrea Friggi (août 2011, Pan Classics PC 10287) (BNF 43586461) — avec d'autres œuvres de Pietro Marchitelli et Alessandro Scarlatti.